# Lester Trimble
Lester Albert Trimble (29. august 1923 i Bangor, Wisconsin, USA – 31. december 1986 i New York City, New York, USA) var en amerikansk komponist, professor og musikkritiker. 
Trimble studerede under Darius Milhaud, Aaron Copland, og senere i Paris hos 
Nadia Boulanger og Arthur Honegger. 
Bosatte sig i 1952 i New York City, hvor han blev kritiker på New York Herald Tribune.
Trimble blev i 1963 professor ved University of Maryland.
Han har komponeret 3 symfonier, orkesterværker, koncertmusik, kammermusik, korværker, sange og filmmusik. 

## Udvalgte værker
- Symfoni i to satser (1951) - for orkester
- Symfoni nr. 2 (1968) - for orkester
- Symfoni nr. 3 "Tre hundrede år" (1985-1986) - for orkester
- "Fem episoder" (1963) - for orkester
- "Sonisk landskab" (1968) - for orkester
- "Paneler" (1983) - for orkester
- "Nattesang" (1969) - for strygeorkester
- Violinkoncert (1981) - for violin og orkester